# 滑鐵盧灣大屠殺
滑鐵盧灣大屠殺（亦稱埃利斯頓大屠殺）發生於1849年5月下旬，地點位於埃利斯頓滑鐵盧灣的懸崖。這場衝突發生在歐洲殖民者與澳洲原住民之間，是澳大利亞邊境戰爭的一部分。近年研究顯示，這場戰爭可能導致數十至數百名原住民喪生。事件的起因包括三名歐洲人遭殺害、一名原住民身亡，以及五名原住民被毒殺。根據記錄，衝突中至少有三名原住民被殺或傷重不治，另有五人遭到逮捕。自1880年以來，當地一直流傳有多達260名原住民遭推下懸崖致死的說法。
南澳西海岸的原住民世代流傳著關於這場大屠殺的口述歷史。然而，1920至1930年代，幾位歷史學者查閱官方檔案後，認為並無確切證據顯示曾發生大規模屠殺，推測相關傳聞可能經過誇大。近年來，另一位學者則認為這些說法確有其事，並指出滑鐵盧灣的懸崖上曾發生針對原住民的懲罰性行動，但這些事件後來被渲染成一種神話。
1970年代，曾有人試圖為大屠殺中的原住民建造紀念碑，但未能成功，因為埃利斯頓地區議會要求提供確切證據，才允許立碑。相比之下，當年在衝突前遇害的歐洲移民則獲得了一定程度的紀念。直到2017年，埃利斯頓地區議會才正式設立紀念碑，以承認這段歷史。學者指出，無論這場屠殺的規模是否如部分記載所述，這段歷史已成為歐洲移民書面記錄與原住民口述傳承之間的「敘事戰場」。2018年5月，埃利斯頓地區議會因在紀念此事件方面的努力，獲得一項全國性獎項。

## 背景

南澳大利亞的殖民地

1839年3月，歐洲移民從南澳殖民地首府阿得雷德前去艾爾半島東岸建立林肯港。隨著移民向外擴展，在城鎮周圍開闢牧場，他們與當地原住民之間發生了激烈衝突，這些衝突是澳洲邊境戰爭的一部分。1842年，殖民政府從阿得雷德派遣士兵前往林肯港，以保護移民。然而，由於該地區距離阿得雷德遙遠，加上當地政府駐紮官職權模糊、警力資源有限，使得法治在當地的實施受到嚴重限制。這種情況對原住民尤為不利，儘管他們在法律上應與移民享有同樣的英國臣民身份，但實際上卻難以獲得平等待遇。
與南澳其他地區及整個澳洲相似，前線移民為了應對原住民對土地被強占的抵抗，採取了各種手段。最初，他們主要以暴力威脅來驅離原住民，但很快便升級為恐嚇行動，以阻止原住民干涉牲畜與財產，這些手段時常引發激烈衝突。移民對原住民的暴力行為往往未向當局通報，而在1847年，一名移民因謀殺原住民男子被判絞刑，這是南澳殖民歷史上唯一的此類判決。此後，這類暴力行為變得更加隱秘。歷史學者福斯特、霍斯金與內特爾貝克形容這場邊境暴力為移民與原住民之間一場未宣告但持續進行的隱蔽戰爭。
1848年6月至1849年5月間，埃利斯頓地區發生了一系列移民與當地原住民之間的衝突。該地位於林肯港西北方169公里，主要由納烏族、科卡莎族和維朗古族原住民居住。第一起事件發生於1848年6月23日，史東尼岬羊站的守屋人約翰·漢普被原住民以長矛刺傷並擊打致死。第二起事件發生於8月，該羊站的監工因一名原住民偷竊襯衫而開槍射殺至少一人。1849年5月，五名原住民因食用被竊的毒麵粉而喪生，其中包括兩名成人、兩名男孩和一名嬰兒。這袋麵粉是由一名原住民男子從耶拉納附近的威廉·蘭森·莫特洛克牧場偷來的。該名原住民隨後被逮捕並以謀殺罪起訴，但在被當局釋放後不久便乘船前往美國。根據警察局長的說法，這起投毒事件可能導致當月稍後發生的兩起原住民對移民的復仇殺害。5月3日，詹姆斯·里格比·比弗在其居所內被長矛刺死，四天後，安妮·伊斯頓在相鄰的租地上遭長矛殺害，她的嬰兒則毫髮無傷地被發現躺在遺體旁。

## 有紀錄的事件
根據官方記錄，1849年5月27日，托馬斯·庫珀·霍恩的牧場發生盜竊事件，原住民從一間小屋內帶走物資，並威脅了屋內的守屋人和牧羊人，隨後帶著物品離開。牧場主人霍恩與數名工人隨即展開追捕，當他們追上這群逃離的原住民時，雙方爆發衝突，移民開槍，原住民則投擲長矛。這群原住民隨後分成兩支，霍恩及其手下選擇追趕其中一支，直至對方抵達滑鐵盧灣的懸崖邊。原住民試圖沿著懸崖爬下逃跑，但霍恩一行人開火，導致兩名原住民當場死亡，一人重傷瀕死，另有數人遭到俘虜。
林肯港的政府駐紮官與警察督察皆撰寫了詳細的報告，但均未提及大量傷亡，其中一份報告僅記錄有兩名原住民被殺。同年9月，一群原住民男子被押送至阿得雷德受審。其中兩人被判定謀殺比弗罪名成立，隨後被帶回埃利斯頓地區，並在比弗生前的小屋外被處決。另有三人因涉嫌殺害伊斯頓而受審，但由於證據不足而被判無罪。其他人則因參與霍恩牧場的小屋衝突而被起訴。不久之後，兩名原住民男子在林肯港被警方逮捕，並被控謀殺漢普。他們最初被判有罪並處以死刑，但由於警方找到的原住民證人證詞存疑，最終獲釋。 1852年2月，另一名原住民男子因涉嫌參與謀殺漢普而被捕，但在被押送至阿得雷德後，由於證據不足，他最終獲釋。他試圖步行返回自己的部落，卻因被視為擅闖他族領地而遭四名原住民男子殺害。

## 後續的記載
1880年8月14日，冒險家、記者兼傳教士亨利·約翰·康格里夫在週報《阿得雷德觀察家報》上發表了一篇名為〈林肯港的回憶〉的文章，描述1840年代晚期艾爾半島的事件。歷史學者羅伯特·福斯特、瑞克·霍斯金與阿曼達·內特爾貝克認為，這篇文章對當時事件的描述充滿想像，且有時嚴重失真。 這篇文章將四起謀殺案件歸咎於一名原住民男子，聲稱伊斯頓的嬰兒也遭到殺害，並描述大量原住民被槍殺，倖存者則被趕下懸崖。此外，文章還混淆了多項已記錄的細節。 一名讀者來信指出該文章存在多處錯誤，編輯部隨後要求康格里夫作出回應。他表示自己從未打算讓這篇文章具有「歷史文獻的分量」，而只是為了「描繪早期移民所面臨的考驗與危險」。福斯特及其合著者認為，康格里夫的敘述「並非歷史，而是為了表達某種觀點而創作的小說」，並且「誇大且扭曲了當時可能發生的事情」。
下一個關於1848至1849年間埃利斯頓地區事件的記載來自作家艾倫·李斯頓撰寫的短篇小說《醫生》，這篇小說於1882年6月17日發表在《阿得雷德觀察家報》，大致以安妮·伊斯頓的謀殺案為藍本。不過，在故事中，女主角是一名孕婦，雖然沒有被殺害，但在襲擊中失去了腹中的孩子。在李斯頓的敘述中，事發後，周圍牧場的工人發起了一場「對原住民的討伐」。 福斯特、霍斯金與內特爾貝克指出，1849年5月16日，政府駐紮官的文書曾報告稱，已有三組志願者隊伍出發搜尋負責比弗與伊斯頓謀殺案的原住民。 李斯頓的小說在1936年南澳建州百年時被重新刊載兩次。第一次刊載時，刪除了三個段落，分別涉及「麻煩的原住民」、女主角對「廣闊而可怕的寂靜」的感受，以及牧場工人對原住民發動「討伐行動」。第二次刊載則完全保留了原文，未作任何刪改。
到了19世紀末，關於「埃利斯頓事件」的敘述已經演變成一個「相當完整的地方傳說」，正如福斯特、霍斯金與內特爾貝克所形容的那樣，在當地廣為流傳。1906年，E.W. 帕里什出版了一本旅遊指南《真正的西海岸：一個因謠言受損的國度》。在書中，帕里什提到他在當地旅行時聽到了關於一場大屠殺的「悲劇傳說」，不同版本之間有所出入。這則傳說的核心內容包括：漢普的頭顱被斬下，並由他12歲的兒子約翰·奇普·漢普在小屋的烤箱內發現；犯下謀殺案的原住民被一群騎兵圍捕並驅趕至懸崖；這場衝突造成大量原住民傷亡。 1915年，一名前警員在《南澳登記報》上發表了他對該地區往事的回憶，儘管他在當地任職時，相關事件早已過去。他的敘述包含了傳說中已廣為流傳的要素，例如漢普的頭顱被發現在小屋的烤箱內。此外，他還補充了一個細節，即漢普的兒子曾被原住民囚禁三個月，直到最終獲救。 在最高法院對漢普謀殺案的審理過程中，並無任何證據支持他被斬首的說法，也沒有證據顯示他的兒子在發現遺體時在場，或是曾被原住民綁架。
1926年，《登記報》一封詢問滑鐵盧灣名稱由來的讀者來信，引發了一場熱烈討論，該報記者、西海岸當地居民阿奇·貝維斯以及其他人士均參與其中。據福斯特、霍斯金與內特爾貝克所述，貝維斯的說法主要依據當地流傳的傳聞，而他現在被認為是「最血腥版本傳說」的關鍵來源之一。貝維斯聲稱，他從多名人士口中聽說了這場屠殺，其中包括漢普的兒子以及曾參與調查謀殺案的警官詹姆斯·蓋哈蒂。根據貝維斯的說法，漢普的兒子當時是16歲的牧羊人，在父親遇害後發現了他的頭顱，該頭顱據稱是被人用橫鋸切下，放在小屋的烤箱內。此外，貝維斯還表示，在伊斯頓遇害後，蓋哈蒂曾敦促政府採取行動，獲得批准後，組織了一支160人的隊伍，將約260名原住民驅趕至懸崖並推下。最後，他聲稱蓋哈蒂以這場屠殺為由，將該地命名為滑鐵盧灣。福斯特等學者指出，貝維斯的說法存在多處矛盾。首先，滑鐵盧灣並非由蓋哈蒂命名。其次，貝維斯聲稱伊斯頓的丈夫曾參與圍捕原住民，但事實上，詹姆斯·伊斯頓在妻子遇害後便前往阿得雷德，並未返回當地。此外，並無證據顯示政府曾批准組建這支武裝隊伍。最後，若真有160人參與這場行動，學者質疑為何沒有留下任何第一手的目擊記錄。
儘管貝維斯的敘述存在許多錯誤，但它對後續故事的轉述影響深遠。多年來，約翰·奇普·漢普與蓋哈蒂在這段屠殺故事中成了關鍵人物。據多方說法，漢普的兒子也參與了這段故事的傳播，包括頭顱在烤箱中的情節，並且據說是他發現了父親的屍體。 蓋哈蒂在多個版本的敘述中亦被提及，但同樣存在嚴重的準確性問題，令人質疑其說法的可信度。1932年，《廣告人報》刊登了一個版本的敘述，內容提到一支由200名叢林居民組成的隊伍將一群原住民驅趕至懸崖，但最終可能只有一人喪生。作者聲稱，這個說法是蓋哈蒂告訴他的。自1926年起，大多數關於這場屠殺的敘述開始參考檔案與報紙記錄，並指出沒有證據支持康格里夫、貝維斯或約翰·奇普·漢普所聲稱的大規模屠殺事件。 1936年，歷史學家詹姆斯·杜加爾·薩默維爾在《林肯港時報》發表了一系列關於艾爾半島早期移民生活的文章。他在結論中表示：「可以確定，H.J.C.（康格里夫）、A. 貝維斯等人所描述的滑鐵盧灣『大屠殺』並未發生，原住民也沒有將漢普的頭顱割下並放入烤箱。」
1937年，阿得雷德報紙《紀事報》提出，官方公告中埃利斯頓所在海灣的名稱「滑鐵盧灣」，可能是指19世紀40年代在該地「遭遇滑鐵盧」的原住民。由於該地附近的官方地名，如威爾斯利岬和威靈頓岬，均與威靈頓公爵在滑鐵盧戰役中擊敗拿破崙有關，而且這些名稱直到屠殺事件13年後才被採用，因此這種將「滑鐵盧灣」與原住民遭遇屠殺聯繫起來的解釋存在疑問。
1969年，當地作家尼爾·湯普森出版了一本書《埃利斯頓事件》， 該書收錄了頭顱被放入烤箱的故事，並稱蓋哈蒂（書中拼作「Gehirty」）曾參與圍捕原住民，並將他們驅趕至埃利斯頓以南的懸崖，導致20人喪生。多年來，南澳西海岸的原住民一直將埃利斯頓大屠殺的故事作為口述歷史的一部分代代相傳。

## 紀念

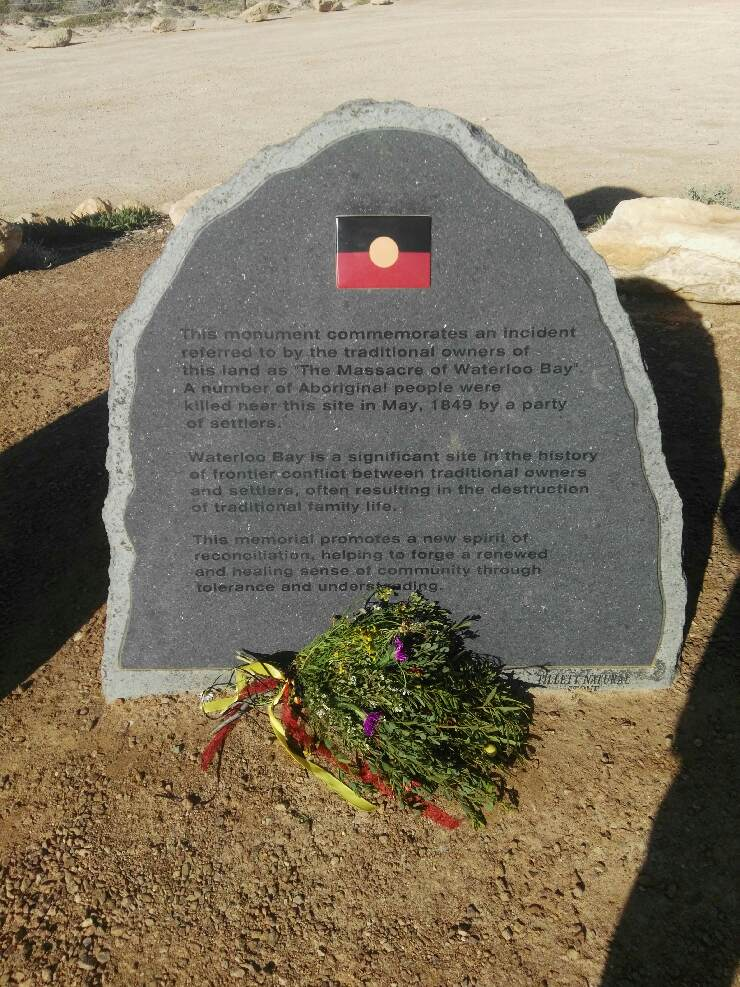
2017 年艾利斯頓大屠殺紀念牌匾

1970年，聯邦原住民與托雷斯海峽島民發展委員會與南澳原住民進步協會（SAAPA）宣布計劃在滑鐵盧灣的懸崖上建立紀念碑，以「紀念1846年白人移民屠殺250名原住民的事件」。這座紀念碑原本是全國性原住民哀悼運動的一部分，並計劃與1770年庫克船長在新南威爾士州植物灣登陸兩百週年紀念活動同步進行。SAAPA副主席約翰·莫里亞蒂表示：「埃利斯頓大屠殺是西海岸原住民歷史的一部分，儘管涉事白人後代極力試圖抹煞這一眾所周知的事實。」
埃利斯頓地區議會主席J.B. 卡梅倫表示，若能證明屠殺確實發生，議會將同意建立紀念碑。他還提到，可能會設立一座紀念碑，以悼念早期開發該地區時喪生的原住民。福斯特、霍斯金與內特爾貝克指出，這項提議可能是基於一個前提，即紀念碑不得提及滑鐵盧灣屠殺的說法。該事件被《廣告人報》報導後，引發了一連串讀者來信，表達對這起屠殺故事的不同觀點。其中包括一些聲稱西海岸原住民的口述歷史確實記錄了這場屠殺的存在。
1971年12月，一座小型花崗岩紀念碑在漢普生前小屋的遺址豎立。1970年代初，P.J. 貝利（P.J. Baillie）標記了與屠殺事件相關的多個地點，包括比弗與伊斯頓小屋的遺址、比弗的兇手被絞刑的樹木，以及伊斯頓在漢密爾頓湖的墓地。直到2017年，仍未有任何紀念碑設立以悼念在這場衝突前後喪生的原住民。
2017年5月，埃利斯頓地方議會在滑鐵盧灣設立了一座紀念碑，以紀念當地發生的歷史事件。 在紀念碑設立前，當地社區曾就應將此事件稱為「屠殺」還是「事件」展開討論， 最終，議會同意在紀念碑銘牌上使用「屠殺」（massacre）一詞。 揭幕儀式上，來自奧古斯塔港的原住民舞團 Dusty Feet Mob 進行了表演，並有工黨參議員帕特·多德森出席。這一時刻被視為和解與療癒的重要象徵。自屠殺發生以來，原住民一直將埃利斯頓視為禁忌之地，避免踏足，但在紀念碑設立後，他們終於能夠自由前往並通行此地。
埃利斯頓議會因透過紀念碑承認這場屠殺的歷史，在2018年全國地方政府獎中獲得「促進原住民認可」類別的表彰。主持紀念碑設立過程的市長基姆·卡拉漢（Kym Callaghan）後來表示，他對屠殺事件能夠正式獲得承認感到十分自豪，並形容「就像一大片陰霾從這座城鎮上空被驅散」。然而，他認為自己在2018年11月市長選舉中落敗，與因參與該計畫而引發的反彈有關。 卡拉漢在2021年澳洲國慶日榮譽名單中獲頒澳洲勳章獎章，以表彰他對地方政府及埃利斯頓社區的貢獻。他表示，協助設立紀念碑是他「最自豪的成就」之一。

## 真實性與解釋
根據福斯特、霍斯金與內特爾貝克的研究，對這起屠殺指控進行過最嚴謹調查的歷史學者，包括四位專業或業餘歷史學家：A.T. 桑德斯、薩默維爾、貝利與格雷格·查特。桑德斯是1926年與貝維斯在《登記報》上展開討論的記者，他主要依據政府駐紮官與警察督察的官方記錄，這些記錄並不支持屠殺的說法。薩默維爾則查閱了南澳州檔案館內的有限記錄，並在1936年得出結論，認為沒有正式證據證明發生過屠殺，而霍恩牧場小屋的衝突事件則成為這一「傳說」的起點。 貝利與薩默維爾合作，並同意他的結論。他進一步指出，霍恩牧場小屋事件的事實被「一些好勝的講述者利用，強行套上屠殺的說法，將有限的事實誇大成無拘無束的幻想」。1989年，查特重新檢視了檔案證據，並得出結論，認為「關於埃利斯頓大屠殺的傳聞似乎有一定事實根據，並且在滑鐵盧灣的懸崖上確實發生過某種懲罰性行動，只是後來被誇大為神話」。

1993年，西海岸的原住民仍在傳述關於大屠殺的口述歷史。負責記錄這些訪談的派特·薩默林指出：「由於原住民的口述傳統對其文化至關重要，且這些傳統世代相傳，因此我們不能輕易否定他們令人不安的指控。」福斯特、霍斯金與內特爾貝克曾多次訪問西海岸的原住民，討論這起事件，並發現多個關鍵細節在說法上大致一致。其中包括事發地點位於埃利斯頓附近，約250名原住民被驅趕至懸崖邊並被迫墜落。此外，受訪者普遍認為，並非所有原住民都喪生，大多數人在懸崖下方躲藏，直到移民離開才倖存下來。2000年，作家艾莉絲·伯戈因撰文記錄了關於這場屠殺的口述歷史：
「這個故事是我的族人傳給我的。他們的口述歷史一直是真實的。年輕時，我們在庫尼巴聆聽長者們的敘述，如傑克·朱納里、吉爾吉納·傑克和翁巴迪，他們的年齡都已超過百歲。他們分享了許多親身經歷，告訴我們他們如何在1839年和1849年的埃利斯頓大屠殺中倖存。來自富蘭克林港的傑克·雅各布斯、跛腳的老派迪和迪克·多里也談論過這件事。那天，他們成功欺騙了歐洲移民的騎兵，逃入灌木叢，從遠處目睹族人被驅趕至懸崖，墜入海中，景象令人毛骨悚然。」
在埃利斯頓議會為設立紀念碑所進行的調查中，該議會聘請了人類學家提姆·海恩斯對這起事件進行研究。他的結論是：「我們永遠無法確知滑鐵盧灣懸崖上到底發生了什麼」，但他指出，雖然數百名原住民遭屠殺的說法可能不太可信，但很可能有數十人喪生。
福斯特、霍斯金與內特爾貝克總結道，無論流血衝突的規模是否如某些版本所描述的那樣嚴重，這起事件至今仍被反覆傳述，反映出南澳社會對邊境歷史的「集體記憶存在深刻的不安」。他們引用歷史學家J.J. 希利的觀點，指出這類事件已成為「敘事戰場」，並強調這些相互競爭的敘事主要分為兩派：一方同情原住民在邊境地區所遭受的苦難，另一方則試圖讚揚早期移民「大膽、堅定且足智多謀」地應對原住民對殖民拓展構成的威脅。 一種保守估計認為，在南澳的邊境戰爭中，有80名移民喪生。而一種較具推測性的估計則認為，原住民的死亡人數介於400至800人之間。

## 註解
1. ↑  Foster & Nettelbeck 2012，第40–45頁.
2. ↑  Foster, Hosking & Nettelbeck 2001，第5–8頁.
3. ↑  Foster, Hosking & Nettelbeck 2001，第47–48頁.
4. 1 2  Foster, Hosking & Nettelbeck 2001，第48–49頁.
5. ↑  Foster, Hosking & Nettelbeck 2001，第50頁.
6. ↑  Congreve 1880，第41頁.
7. ↑  Foster, Hosking & Nettelbeck 2001，第50–51頁.
8. ↑  Foster, Hosking & Nettelbeck 2001，第51–52頁.
9. 1 2 3  Foster, Hosking & Nettelbeck 2001，第53頁.
10. ↑  Liston 1882，第44頁.
11. 1 2  Foster, Hosking & Nettelbeck 2001，第54頁.
12. ↑  Parish 1906.
13. ↑  Foster, Hosking & Nettelbeck 2001，第54–55頁.
14. ↑  Foster, Hosking & Nettelbeck 2001，第55頁.
15. ↑  Foster, Hosking & Nettelbeck 2001，第64頁.
16. ↑  Foster, Hosking & Nettelbeck 2001，第55–56頁.
17. ↑  Foster, Hosking & Nettelbeck 2001，第56–59頁.
18. ↑  Foster, Hosking & Nettelbeck 2001，第59–60頁.
19. ↑  Foster, Hosking & Nettelbeck 2001，第60–61頁.
20. 1 2  Foster, Hosking & Nettelbeck 2001，第66頁.
21. 1 2  Somerville 13 November 1936.
22. 1 2  Somerville 27 November 1936.
23. 1 2  The Chronicle 1937.
24. ↑  Thompson 1969.
25. ↑  Foster, Hosking & Nettelbeck 2001，第46頁.
26. ↑  Foster, Hosking & Nettelbeck 2001，第69–71頁.
27. ↑  Foster, Hosking & Nettelbeck 2001，第69–70頁.
28. ↑  Foster, Hosking & Nettelbeck 2001，第70–71頁.
29. ↑  Foster, Hosking & Nettelbeck 2001，第71–72頁.
30. 1 2  Gage 19 May 2017.
31. ↑  Gage 21 July 2017.
32. ↑  West Coast Sentinel 17 October 2017.
33. ↑  Cave 4 December 2018.
34. ↑  Jonscher, Samantha; Pedler, Emma. . ABC News (Australian Broadcasting Corporation). 15 Oct 2018  [12 Nov 2020]. （原始内容存档于2025-04-30）.
35. ↑  Hamilton, Jodie. . ABC News (Australian Broadcasting Corporation). 8 Oct 2020  [12 Nov 2020]. （原始内容存档于2025-04-29）.
36. ↑  Barnes 18 May 2018.
37. ↑  Allam & Earl 7 March 2019.
38. ↑  Delaney 26 January 2021.
39. ↑  Foster, Hosking & Nettelbeck 2001，第66–67頁.
40. 1 2  Foster, Hosking & Nettelbeck 2001，第71頁.
41. ↑  Burgoyne 2000，第114頁.
42. ↑  Foster, Hosking & Nettelbeck 2001，第72–73頁.
43. ↑  Foster, Hosking & Nettelbeck 2001，第8–9頁.

## 書目
- Allam, Lorena; Earl, Carly. . Guardian Australia online (Guardian News & Media). 7 March 2019  [13 March 2019].
- Barnes, Olivia. . Port Lincoln Times Online (Port Lincoln Times). 18 May 2018  [18 May 2018]. （原始内容存档于2019-03-05）.
- Burgoyne, Iris. . Broome, Western Australia: Magabala Books. 2000. ISBN 978-1-875641-56-7.
- Cave, Damien. . New York Times Online. 4 December 2018  [6 December 2018]. （原始内容存档于2025-02-12）.
- Congreve, Henry John. . Adelaide Observer XXXVII (2028) (South Australia). 14 August 1880: 41  [13 December 2016] –National Library of Australia.
- Delaney, Jarrad. . Port Lincoln Times (South Australia). 26 January 2021  [22 September 2021]. （原始内容存档于2021-01-26）.
- Foster, Robert; Hosking, Rick; Nettelbeck, Amanda. . Kent Town, South Australia: Wakefield Press. 2001. ISBN 978-1-86254-533-5.
- Foster, Robert; Nettelbeck, Amanda. . Kent Town, South Australia: Wakefield Press. 2012. ISBN 978-1-74305-039-2.
- Gage, Nicola. . ABC News Online (Australian Broadcasting Corporation). 19 May 2017  [29 May 2017]. （原始内容存档于2025-04-30）.
- Gage, Nicola. . ABC News Online (Australian Broadcasting Corporation). 21 July 2017  [6 October 2017]. （原始内容存档于2025-02-10）.
- Liston, Ellen. . Adelaide Observer XXXIX (2124) (South Australia). 17 June 1882: 44  [14 December 2016] –National Library of Australia.
- . West Coast Sentinel. 17 October 2017  [21 October 2017]. （原始内容存档于2019-03-01）.
- Parish, E. W. . Adelaide, South Australia: W.K. Thomas & Co. 1906  [15 December 2016]. （原始内容存档于2024-07-10）.
- Somerville, J. D. . Port Lincoln Times IX (483) (South Australia). 13 November 1936: 3  [18 December 2016] –National Library of Australia.
- Somerville, J. D. . Port Lincoln Times IX (485) (South Australia). 27 November 1936: 3  [18 December 2016] –National Library of Australia.
- Thompson, Neil. . London: Robert Hale. 1969. ISBN 978-0-7091-0844-3.
- . The Chronicle LXXX (4,219) (South Australia). 23 September 1937: 58  [17 December 2016] –National Library of Australia.

## 延伸閱讀
- Hastwell, Annie. . ABC News. The History Listen. For RN (Australian Broadcasting Corporation). 28 May 2019  [2025-01-30]. （原始内容存档于2025-02-02）.